# Sacabamba
Sacabamba (en quechua: Saqapampa) es una localidad y municipio de Bolivia, ubicado en la provincia de Esteban Arze en el departamento de Cochabamba. Está ubicada a 85 kilómetros al sudeste de la ciudad de Cochabamba, está entre 2.900 y 3.100 metros sobre el nivel del mar. Sus límites están definidos por las colinas circundantes: Humalchani y Puka Qhaqa al norte, Tranca Punta y Jatun Orqho al sud, cerro Pampillo al este y el ría Cóndor Huachana al oeste.
Este pequeño pueblo consta de 11 calles, cuenta con 6 comercios y una única plaza situada junto a la entrada del pueblo.
En la actualidad Sacabamba cuenta con 35 comunidades: Yuncataqui, Mayola, Tolahuani, Sacabamba Alta, Pueblo, Patay Huerta, Huray Huerta y Nueva esperanza.

Challaque como Cantón tiene a sus comunidades: Ch’iara Qochi, Challaque Alto, Challaque Bajo, Villa San Isidro, Chimpa Ramchu. 

Matarani como Cantón tiene: Yana Qaqa, Mojón Loma, Chaupicollo Alto, Chaupicollo Bajo, Rumi Hayku, Chakuyo, Tuma punku, Palca y Matarani como pueblo.

Apillapa como Cantón tiene a sus comunidades: Apillapa Alto, Apillapa Bajo, Kollpa K’asa, y Jarana.

Quecoma como cantón tiene: Llallagua, Quecoma Alto, Quecoma Bajo, Villa San Isidro, San Pedro y Jatun Mayu.

## Historia

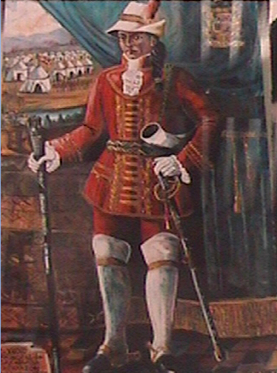
Martin Uchu, curaca de la Hacienda de Sacabamba.

Durante el tiempo de la colonia este territorio era dependiente de Tarata y se le conocía como “La Doctrina y Viceparroquia". En época de la insurrección el cacique Martín Uchu, el 28 de febrero de 1781 un Miércoles de Ceniza durante la noche congregó una gran masa de gente en el poblado. Martín Uchu el curaca de la Hacienda de Sacabamba dirigió el alzamiento sublevando a los indios precedidos por el ulular de los pututos, de los que se dice que estaban armados con garrotes, instrumentos de labranza, hoces, lanzas y algunas armas de fuego sustraídas de las haciendas, de esta manera de los terratenientes huyeron, solo quedaron algunos que más tarde fueron asesinados.
Sin embargo el hostigamiento de los terratenientes continuó con la llegada de nuevos patrones que dominaron en esta región hasta la llegada de los españoles. A esta zona se le llamó Sach´a pampa, debido a que era un lugar con mucha vegetación. Posteriormente fue cambiado por Sacabamba debido a los problemas de su pronunciación.
Hacia la década de 1930 los patrones eran: Adela, Julia y Victoria Salamanca. Las que tenían el apoyo del mismo Presidente de la República, Daniel Salamanca Urey, hermano de las mencionadas.
Hacia el año 1953 en el mes de octubre, después de la Revolución Nacional del 9 de abril de 1952, una gran masa de indígenas decidieron despojar a los patrones con igual actitud que en 1781. De esta manera se terminó con la explotación y juraron no caer en estos lazos de injusticia nunca más.

## Geografía
Sacabamba se encuentra al sureste de Tarata, capital de la Provincia de Esteban Arze. Está localizada al sur de la provincia, en la parte sur-central del departamento de Cochabamba. Limita al oeste con el municipio de Anzaldo, al norte con el municipio de Cuchumuela en la provincia de Punata, al este con el municipio de Alalay y al sur con el municipio de Vila Vila, ambos pertenecientes a la provincia de Mizque.
Está formada por tres zonas ecológicas: valle cerrado, pampa alta y altura. Los suelos están constituidos de areniscas y limonitas, además presentan una fisionomía de plana a moderada ondulada.

## Demografía
De acuerdo con el censo boliviano de 2024, la población del municipio de Sacabamba es de 4 953 habitantes.
La población del municipio aumentó aproximadamente un tercio entre 1992 y 2024, pero recientemente ha estado disminuyendo:
| Año  | Habitantes (municipio) | Fuente |
| ---- | ---------------------- | ------ |
| 1992 | 3688                   | Censo  |
| 2001 | 4718                   | Censo  |
| 2012 | 4366                   | Censo  |
| 2024 | 4953                   | Censo  |

Las comunidades campesinas asentadas el municipio son 35 y en ellas viven 1.236 familias, las que hacen un total de 5.383 habitantes.

## Economía

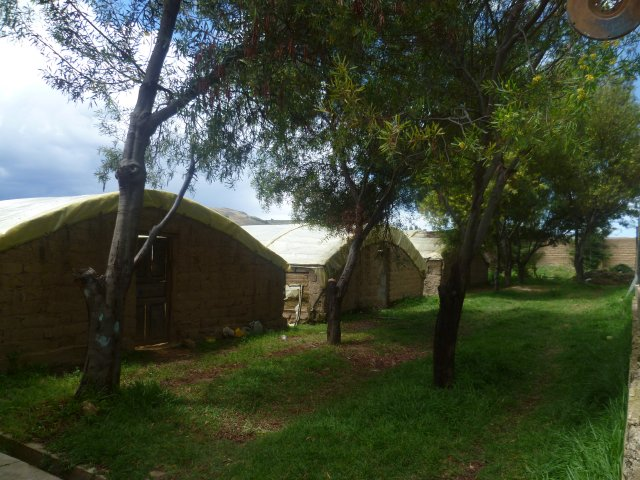
Invernaderos en el interior de un internado.

La actividad económica principal es la agricultura, con cultivos de papa, trigo, maíz, cebeda, arbeja y cebolla. Actualmente el departamento de agricultura recibe ayudas de diversos proyectos para mantener un sistema de regadío eficiente. También la ganadería tiene un papel importante, sin embargo encontramos otras actividades como son la caza, silvicultura, industria manufacturera, actividad pecuaria y forestal como otras alternativas. Las estrategias productivas son: cría de ganado porcino, pesca lacustre, tejidos de lana cardada o de pelo fino cardado, haba, papa y manzana.

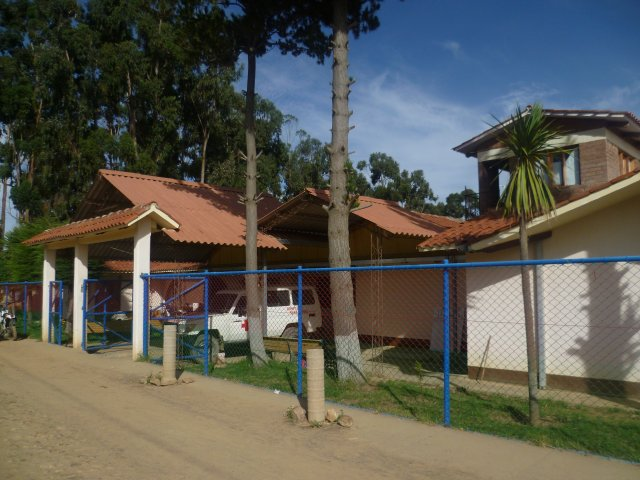
Hospital de la ciudad.

| Gestión | Coparticipación Tributaria | HIPC II | IDH     | Sub Total | Ingresos Propios | Total     |  |
| ------- | -------------------------- | ------- | ------- | --------- | ---------------- | --------- |  |
| 2007    | 1,418,702                  | 247,395 | 650,924 | 2,317,021 | 0                | 2,317,021 |  |
| 2006    | 1,067,864                  | 276,909 | 341,992 | 1,686,766 | 0                | 1,686,766 |  |
| 2005    | 914,420                    | 299,231 | 0       | 1,272,836 | 0                | 1,272,836 |  |
| 2004    | 971,334                    | 338,181 | 0       | 1,309,515 | 0                | 1,309,515 |  |
| 2003    | 752,535                    | 485,746 | 0       | 1,238,281 | 42,789           | 1,238,281 |  |

## Cultura

### Danza

#### Los lechuwayus
La danza y el baile del pueblo de Sacabamba son los lechuwayus, esta danza antiguamente era una costumbre que año tras año se realizaba en todos los acontecimientos sacabambeños, el más importante era para viajar al Santo de Tata Consuelo. Esta danza autóctona se tocó por primera vez para ir a visitar al Santo de Tata Consuelo Bailaban, este santo se encuentra en la región de Tiraque. Los habitantes antes de viajar hasta el lugar bailaban con la danza de los lechuwayus. Únicamente viajaban las personas elegidas por la comunidad y con la intención de obtener una buena producción de la papa, maíz y trigo.

En cuanto a la vestimenta de esta danza los hombres portaban pollerones o calzones de corte que se ponian encima de los pantalones y sombrero blanco con plumas de aves que los kallawayus traían de la República de Perú. Las mujeres portan mantas, polleras de corte y también sombreros blancos con plumas, además de abarcas de cuero de vaca.
Los principales músicos de esta danza y los fundadores son los hermanos Rodríguez (Andrés, Florencio, Pedro, Nicolás, y Cristóbal) quienes por primera vez tocaron en Challque (Sacabamba).
En la actualidad esta danza autóctona se sigue tocando en la comunidad de Arruman, Sivingavi, pertenecientes a la provincia Mizque, y aunque ha perdido su valor religioso se utiliza para amenizar muchas fiestas locales.

#### Los sicus

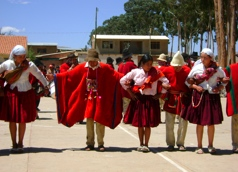
Lugareños bailando sicus.

La música de esta danza tiene un carácter ceremonial, estuvo ligado a ritos y ceremonias de diferentes ídolos relacionados con los pobladores de los departamentos de La Paz, Oruro, Potosí y Cochabamba.
El origen de esta danza autóctona no se sabe con exactitud, pero algunos musicólogos afirman que nació en la cultura Quechua y Aimara donde la danza se realizaba para diferentes actos ceremoniales y ritos de los pobladores de los Quechua y Aimara hablantes.
Esta música también ha sido interpretada en la provincia de Esteban Arce en fechas festivas y cívicas entre los pobladores de los diferentes cantones del Municipio de Sacabamba
Los instrumentos que se usan son: la tropa de sicus que tienen guías, el pututu, el tambor y el bombo.
La vestimentas son: 

Mujeres. aguayo (hijilla), pollera de corte, sombrero de lana de oveja, chuspa, chompa, blusa de corte y abarca (ojota).
Varones. Pantalón de corte, chaqueta, poncho, chulo, sombrero de llana de oveja y abarca de goma (ojota).
Los intérpretes generalmente son varones, danzan mediante un ritmo alegre y bailable en épocas de siembra y festividades cívicas.

### Gastronomía
El trigo es el alimento más consumido debido a que en esta comunidad se produce bastante cantidad. Principalmente se utiliza para la preparación del pan aunque está presente en la mayoría de los platos y recetas autóctonas. Otro producto que también se siembra y produce gran variedad de platos es el maíz, que combinado con el yuraq sara, qillu sara, kulli sara y otros alimentos se obtienen gran cantidad de recetas.
Productos autóctonos
- Leche leche - Esta planta crece en Khochis todo el año, también suelen aparecer en las plantaciones de maíz. Se utiliza como de medicamento para tratar el hígado. La ingestión puede ser mediante una infusión o troceado a modo de ensalada.
- Cojo pollo - Es una planta con un gran valor nutritivo, posee gran cantidad de hierro, fósforo, magnesio y potasio. Se suele servir en un guiso o a modo de ensalada cocida.
- Berro - Es una brote de hojas verdes, tamaño pequeño y flor amarilla. Lo que se consume de esta planta son las hojas de la parte superior. Se sirve en ensaladas.

Recetas típicas
- Cojo Pollo – Ensalada a base de hojas de cojo pollo, patata, cebolla y tomate
- Phiri – Pasta a base de trigo tostado
- Musuru – Tipo de hongo proveniente del maíz que tras hervirlo se sirve junto a patatas cocidas.
- Ensalada de berro y wira – Ensalada a base de berro, wira natural de oveja y patata.

## Educación

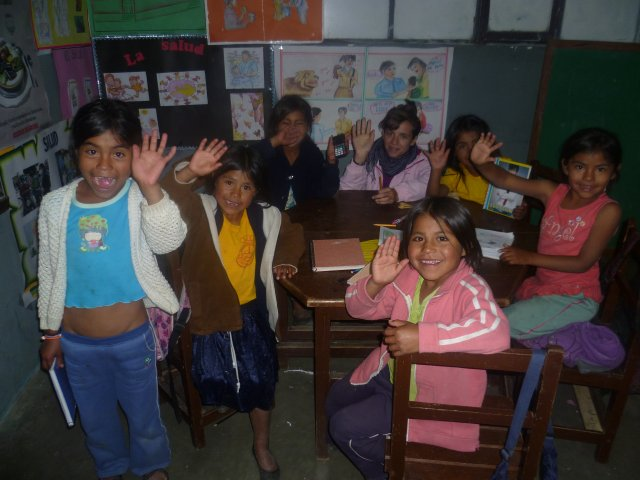
Aula en Sacabamba.

La tasa de analfabetismo ronda el 42% de la población. En el año 2008 la población escolar era de 1301 alumnos. Divididos en 36 alumnos en Enseñanza Inicial, 966 en Enseñanza Primaria y 299 Enseñanza Secundaria. Estaban divididos en 36 unidades, de las cuales 21 eran para Inicial, 18 para primaria y 3 para secundaria.
En la actualidad Sacabamba cuenta con un colegio o unidad educativa: Jesus María, consta de tres niveles y cuenta con 14 profesores especializados. La Unidad Educativa de Jesús María, se fundó a iniciativa de la Madres de Jesús María el 24 de mayo de 1991. Más tarde se fundaron dos internados: QUECOMA y MATARANI. En la zona solamente existía un núcleo con alumnado de primero a quinto, así que fue necesario construir un colegio que tuviese el séptimo y octavo grado de primaria, además del nivel secundario.
A resultas de las gestiones realizadas por la Institución del CEPRUJEM, Centro de Promoción de Jesús María, el estado colabora con la dotación de Ítems, que a la fecha suman 16, de los cuales son 14 profesores y dos administrativos.

## Política
El alcalde actual es Martín Siles Iriarte, pertenece al partido MAS-IPSP (Movimiento Al Socialismo – Instrumento Político por la Soberanía de los Pueblos). El número de funcionarios municipales asciende a 16 de los cuales 5 son cargos electos. La municipalidad de Sacabamba se creó el 1 de noviembre de 1990, en el gobierno de Jaime Paz Zamora, Presidente Constitucional de la República por medio de la Ley 1195.

## Transporte
El carril-bus conecta la ciudad de Cochabamba con Aiquile pasando por Tarata, Cliza, San Francisco, Anzaldo, La Cumbre, Sivingani, Vila Vila, Pajcha, Chaguarani, Tin Tin, Mizque, Aguada y Rumi entre otras localidades. Este medio de transporte está activo desde 2005 y permite a los usuarios trasladarse hacia centros importantes de abastecimiento de productos, así como entre poblaciones intermedias.

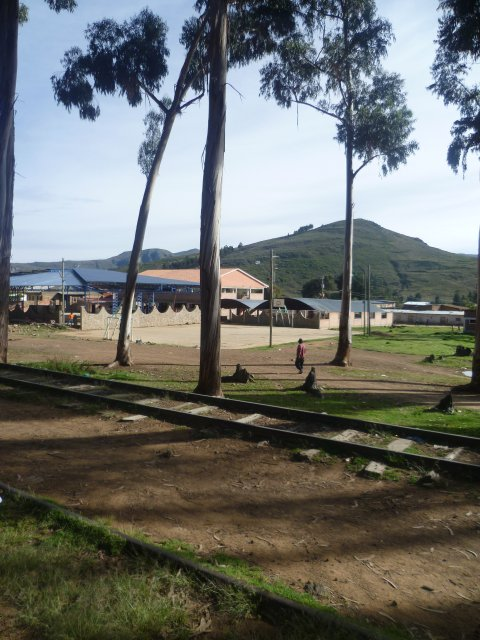
Via del bus-carril a su paso por Sacabamba.

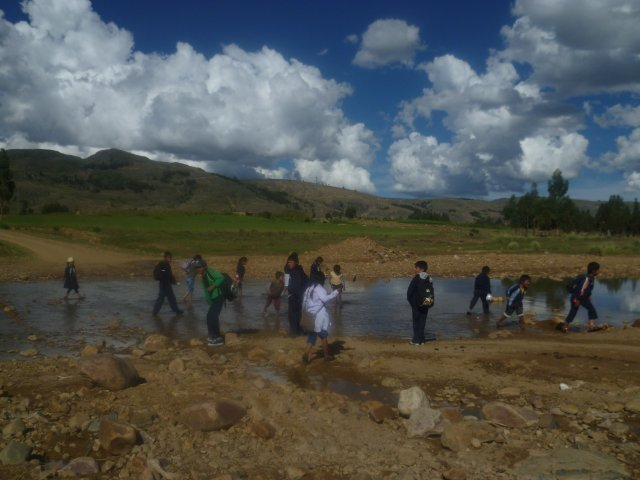
Niños cruzando el Río Sacabamba.

## Turismo
Es importante destacar la represa de Challaque por sus plantaciones y los bosques de Yuncataki, repletos de pinos. También es de interés el mirador del Calvario del Niño Jesús de Prada. Puede ser interesante visitar el mercado, donde los jueves de cada semana se pueden adquirir alimentos en la plaza. El carril-bus también representa una buena alternativa para realizar turismo por toda la zona.

## Rituales
El principal rito que los antepasados sacabambeños realizaban estaba dirigido a la pachamama cuyo significado viene a ser:
"La madre tierra, la tierra de la cual el hombre a través de su esfuerzo y bendición de la misma extrae sus productos “cultivos, agua, minerales”
También realizaban sus ofrendas a los “apus”, considerados los hermanos mayores que protegían al hombre; siendo estos los cerros más importantes del lugar o la comunidad, a ellos se incluía la adoración al Tata Inti, el dios Sol, Mama Quilla o Madre Luna- También algunos lugares o ríos considerados sagrados por ellos ya sea como lugar de descanso o por ser una deidad.
Los días que generalmente desarrollaban estos ritos eran los 1.º martes de cada mes. Este día era elegido para pedir protección a los dioses y evitar así todo mal, maleficio o daño hacía su persona, familia o propiedad.
Los primeros viernes de cada mes eran elegidos para agradecer a los dioses las bendiciones recibidas, en la comunidad de Sacabamba en la actualidad se siguen desarrollando esta actividades que han ido formando parte de fiestas como carnavales o martes de Chálla, Santa Vera Cruz, Exaltación, Candelaria o El Carmen. Estas festividades fueron introducidas en la comunidad por los señores hacendados cuando la comunidad de Sacabamba formaba parte de una hacienda al igual que la comunidad de Matarani.